# バーサス (漫画)
『バーサス』は、原作:ONE、漫画:あずま京太郎、構成:boseによる日本の漫画作品。
『月刊少年シリウス』（講談社）にて、2023年1月号より連載中。「次にくるマンガ大賞 2024」コミックス部門にて15位を獲得。2025年には第49回講談社漫画賞少年部門を受賞。

## あらすじ
とある異世界、人類は「天敵」である「魔族」により滅亡の危機に瀕していた。人々は高い素質を持つ勇者達を選抜し、反抗作戦を開始する。だが作戦開始から半年で勇者達は魔族の反撃によりほぼ壊滅、主人公である勇者ハロゥも魔王ジャチに大敗し人類の希望は潰えると思われた。
一方、ハロゥの兄である魔法使いゼイビィはもう一つの反抗作戦である「異世界召喚魔法」で別世界から強い人類を呼び出し魔族に対抗しようとする。だが召喚魔法を使った結果、偶然が重なり元の世界を含む13の世界が一つに融合してしまう。更に融合した他の世界の人類も「ロボット」、「巨人」、「宇宙人」、「大怪獣」といった「天敵」により滅亡しようとしていた。
集結した各世界の人類達が13種の天敵に対処しようとする中、ハロゥはとんでもない作戦を思い付く
「天敵同士を互いに争わせる事はできないだろうか…？」
こうして全世界の人類存亡を懸けた「ハロゥ作戦」が開始された。

## 登場人物
魔勢界
ハロゥ
本作の主人公。第１１勇者。
割り振られた第１１魔王ジャチ討伐に向かう。半年後、ジャチの城を目前にする時点で他の勇者の惨状を知るが、それでもジャチに立ち向かう。しかし、圧倒的な力の差の前に右腕を失い隻腕になった。

勇気の剣：ハロゥの持つ聖剣　持ち主の精神に反応して力を発揮する。ジャチとの戦いで刃が折れる。

ゼイビィ
　　

## 世界について
名称は4話でゼイビィが決めた。それぞれの世界に対するシンボルが与えられ、作中での登場人物紹介時にも使われる。
魔勢界
　支配する天敵：魔族　　シンボル：魔族の顔を模したWの字が上下に重なった様な図柄
機律界
　支配する天敵：ロボット　　シンボル：丸の中に6本歯車
寄生界
　支配する天敵：パラサイト　　シンボル：渦を巻きながら成長する菌の様な図
巨人界
　支配する天敵：巨人族　　シンボル：人を握る巨大な手
大凶界
　支配する天敵：大怪獣　　シンボル：怪獣の足跡
天鬼界
　支配する天敵：宇宙人　　シンボル：左向きの流れ星
暴緑界
　支配する天敵：大自然　　シンボル：梅のような食人花
新虐界
　支配する天敵：新人類　　シンボル：丸の中にダヴィンチの人体均構図のような図柄
怒神界
　支配する天敵：神　　シンボル：左右翼の中に漢字の王を横向きにしたもの
呪滅界
　支配する天敵：呪い　　シンボル：角の丸い三角の中にガスマスク
遊獄界
　支配する天敵：ゲーム　　シンボル：ゲーム機のコントローラー
無法界
　支配する天敵：人間　　シンボル：ひび割れた大きく笑う髑髏の背後にレンチをX状に配置
大樹界
　支配する天敵：世界樹　　シンボル：根を張る大きな木

## 用語
天敵
人類の脅威の総称。4話で決めた。

## 制作背景
ONEが商業デビューした後に紙媒体での連載は本作が初となる。また、ONE自身で作画まで担当する作品、他の漫画家がリメイクする作品などはあったが、純粋にONEが原作を担当する作品は本作が初となる。
いわゆる「異世界もの」をONE自身が作るならどうなるかと、ONE自身で検討した結果、正面から描くものじゃないほうが良いだろうとなり、「いくつかの異世界そのものが融合して複数の頂点捕食者たちがなだれ込んできた」らどうなるか、という発想になり、これが本作の原型となった。
主人公が「チート能力」を持っておらず、世界に混乱をもたらす敵と大きな力で戦うとかではない新しい方法を考え、「普通には戦わない」という選択肢があることに気付き、そこから物語を膨らませていった。この時点で、既に広い世界観を描くことになることは確定しており、ONEのみで成立させることは不可能だったため、ONEは原作者という立場で、誰かに作画を依頼することは考えていたのだが、デザインのボリュームが膨大になるため実現性は低いだろうとONE自身も思っていた。2020年ごろ、『月刊少年シリウス』の編集者からONEに声がかかった際に雑談レベルで本作のネタを話したところ、編集がこれを気に入った。その後、あずま京太郎を作画にと編集者から提案があった。あずまならばネームの担当も可能であったが、作業量が膨大となるため、ONEの知り合いであるboseに声をかけた。
あずまには、別件で編集者と打ち合わせを行っていたときに本作の話が出て、その際に面白そうと感じたあずまが作画承諾をしている。あずまの承諾から実際に動き出すまでは、あずまが『月刊少年シリウス』で「THE KING OF FIGHTERS 外伝 ―炎の起源― 真吾、タイムスリップ！ 行っきまーす！」を連載していたというのもあるが、1年の間があった。
ONE、bose、あずまの3者打ち合わせの際に、設定はまとまっており、ONEから本作のゴールについても伝達されているが、どこに分岐点があるのかは適時伝える形になっているため、boseとあずまは物語の結末まで知らない。
ONEからの原作はプロットのみとか数行を書いて、boseに話を膨らませてもらおうとも考えていたが、少なくとも物語のスタート時点ではONEがセリフまで書かないと伝わらないと、細かい台詞や演出部分まで、伝わりやすい形を目指して文字で書かれたいわゆるシナリオ形式の原作となっている（2023年4月時点）。
ONEはこれまでの自身の作品から、敵味方のどちらのキャラクターでも読者に好きになってもらえるよう、魅力のあるキャラクターがいることが作品にとって重要と考えるようになっており、本作ではキャラクターを中心とした物語となっている。
シナリオを受け取ったboseは、自身の演出イメージから説明が必要と判断した個所の描写を増やしたり、順序を入れ替えてネームを作成し、ONEに確認を取っている。
メインキャラクターはONEがラフデザインを起こしているが、それ以外はboseの書いたネームを元に、あずまがイメージを膨らませてデザインしているが、ONEの絵柄に合わせようと積極的に考えてデザインしている。

## 書誌情報
- ONE（原作）・あずま京太郎（漫画）・bose（構成） 『バーサス』 講談社〈シリウスKC〉、既刊5巻（2025年5月9日現在）
  - 1巻、2023年4月7日第1刷発行（同日発売[7][8]）、ISBN 978-4-06-530578-2
  - 2巻、2023年11月9日第1刷発行（同日発売[9]）、ISBN 978-4-06-533522-2
  - 3巻、2024年5月9日第1刷発行（同日発売[10]）、ISBN 978-4-06-535448-3
  - 4巻、2024年11月8日第1刷発行（同日発売[11]）、ISBN 978-4-06-537395-8
  - 5巻、2025年5月9日第1刷発行（同日発売[12]）、ISBN 978-4-06-539375-8